# Dichromodes paratacta
Dichromodes paratacta är en fjärilsart som beskrevs av Edward Meyrick 1890. Dichromodes paratacta ingår i släktet Dichromodes och familjen mätare. Inga underarter finns listade i Catalogue of Life.